# Parc Vasa (Stockholm)
 (signalé en août 2025).
Si vous disposez d'ouvrages ou d'articles de référence ou si vous connaissez des sites web de qualité traitant du thème abordé ici, merci de compléter l'article en donnant les références utiles à sa vérifiabilité et en les liant à la section « Notes et références ».
- Archive Wikiwix
- Bing
- Cairn
- DuckDuckGo
- E. Universalis
- Gallica
- Google
- G. Books
- G. News
- G. Scholar
- Persée
- Qwant
- (zh) Baidu
- (ru) Yandex
- (wd) trouver des œuvres sur Wikidata

Vasaparken est un parc public situé dans le quartier de Vasastan à Stockholm en Suède. 

## Situation
Situé entre les places Odenplan et Sankt Eriksplan (en). Il tire son nom de la dynastie Vasa.
Le parc est délimité à l'est, par Dalagatan, au nord par Odengatan, à l'ouest par Torsgatan et au sud par la zone hospitalière de Sabbatsberg. 
Le parc a reçu son nom actuel en 1900.
Après une rénovation en 2007, le Vasaparken a reçu le prix de Sienne du meilleur projet d'architecture paysagère.
Au printemps 2021, le Pavillon du Yoga a été inauguré au Vasaparken, qui a été nommé au titre de bâtiment de l'année à Stockholm (sv) en 2022.

## Terrasse Astrid Lindgren
La Terrasse Astrid Lindgren est une partie du parc Vasa. Elle a été inaugurée le 15 septembre 2006 et porte le nom de l'auteure Astrid Lindgren, qui a vécu au 46 Dalagatan, en face de la terrasse, pendant 60 ans.
Immédiatement après la mort de Lindgren en 2002, le public et les politiciens de Stockholm se sont mobilisés pour honorer sa mémoire dans une rue ou sur une place. Tout le monde était d’accord pour dire que ce devait être près de l’endroit où elle avait travaillé. Certains voulaient remplacer une partie de Dalagatan par « la rue d'Astrid Lindgren », d'autres ont suggéré de renommer l'ensemble du Vasaparken en « parc d'Astrid Lindgren », car le parc est situé juste en face de sa maison. Le comité de nommage du comité d'urbanisme a décidé de rejeter soit la « proposition Dalagatan », soit la « proposition Vasaparks ». La famille de Lindgren ne voulait pas non plus que Dalagatan change de nom. Cependant, la proposition d'une « terrasse Astrid Lindgren » dans la partie est du Vasaparken a reçu l'approbation du comité de nommage et de la famille.

## Galerie

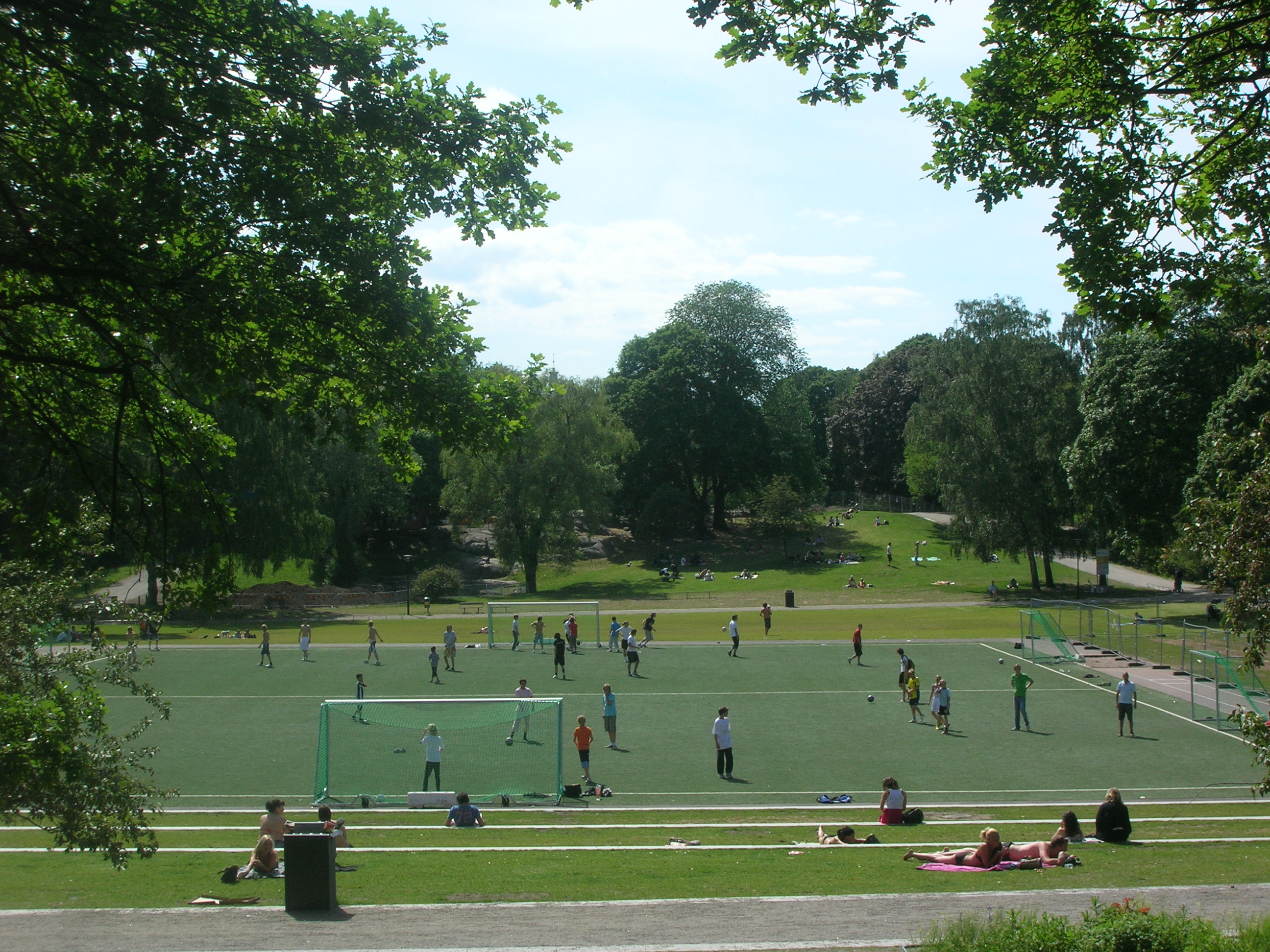
Vasaparken vu de Dalagatan.
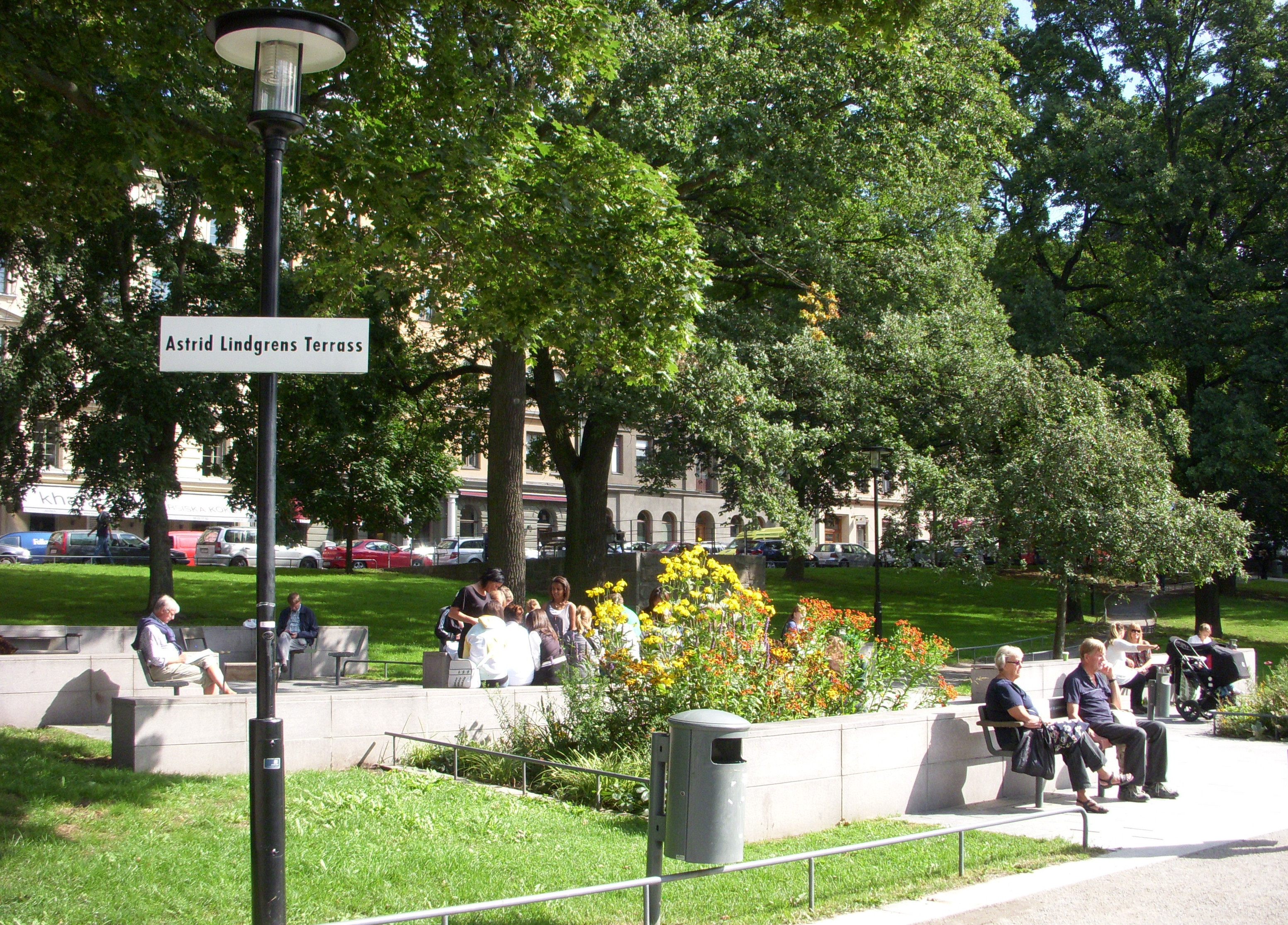
Terrasse Astrid Lindgren.
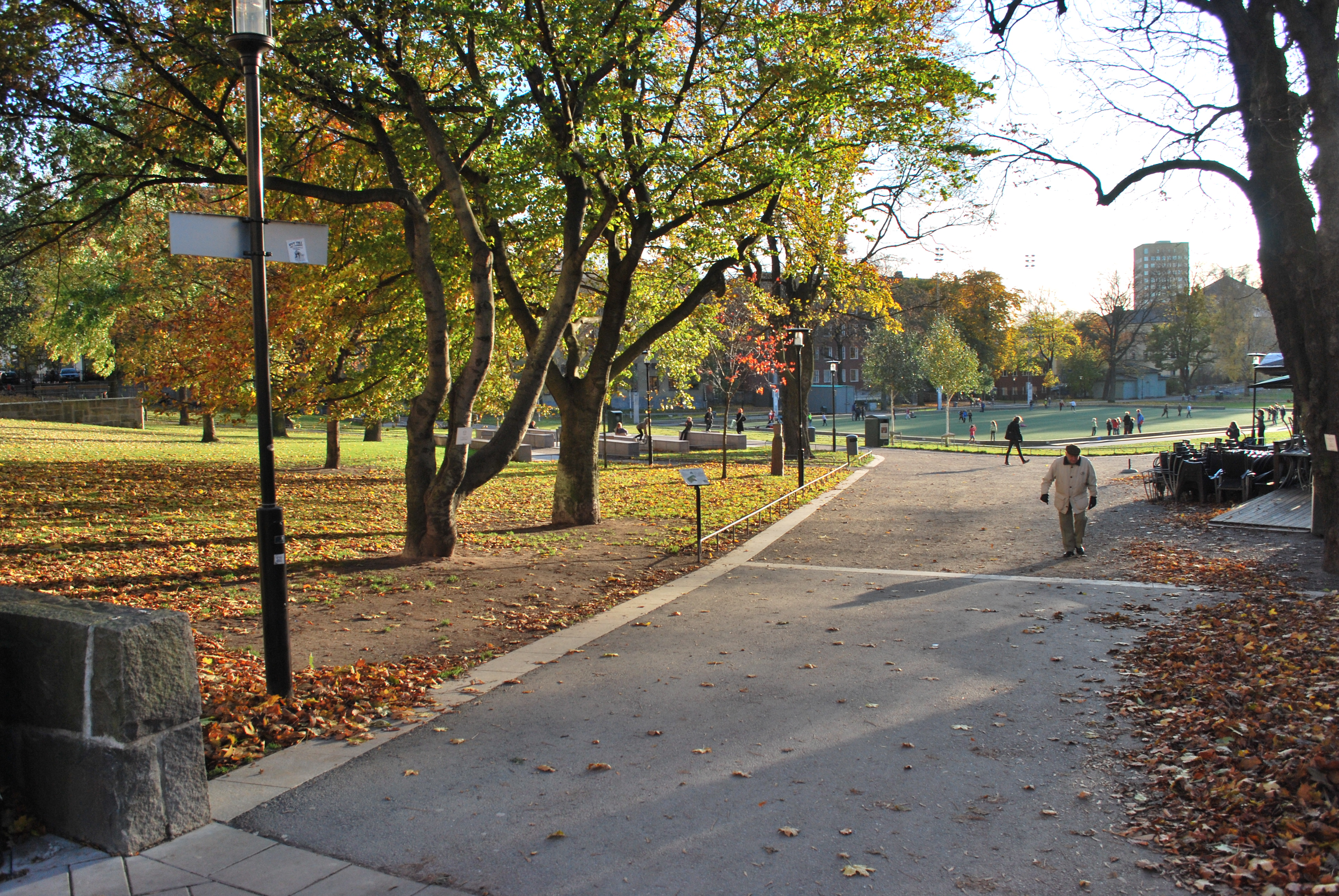
L'automne au Vasaparken, 2008.

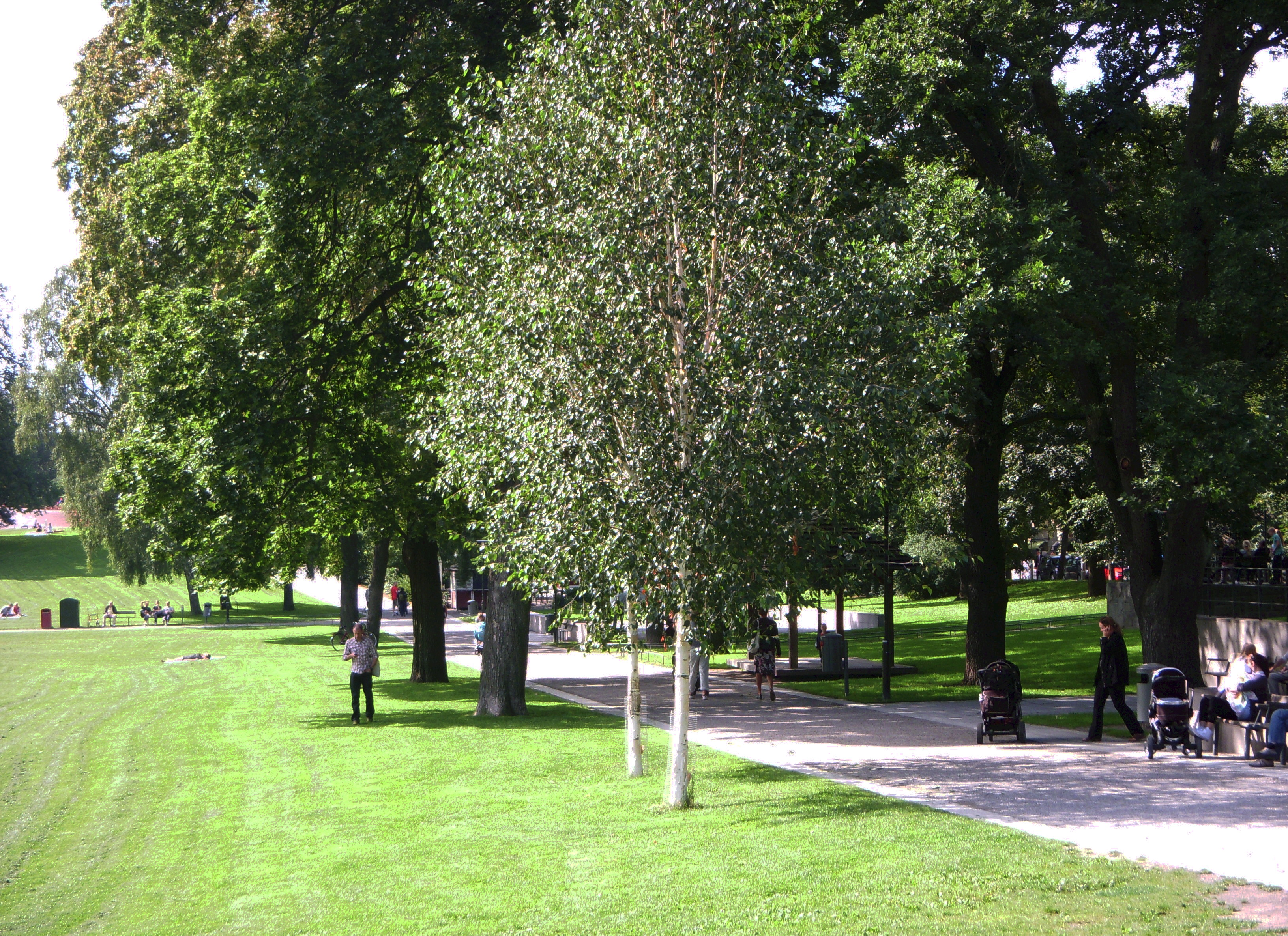
L'été au Vasaparken, 2011.
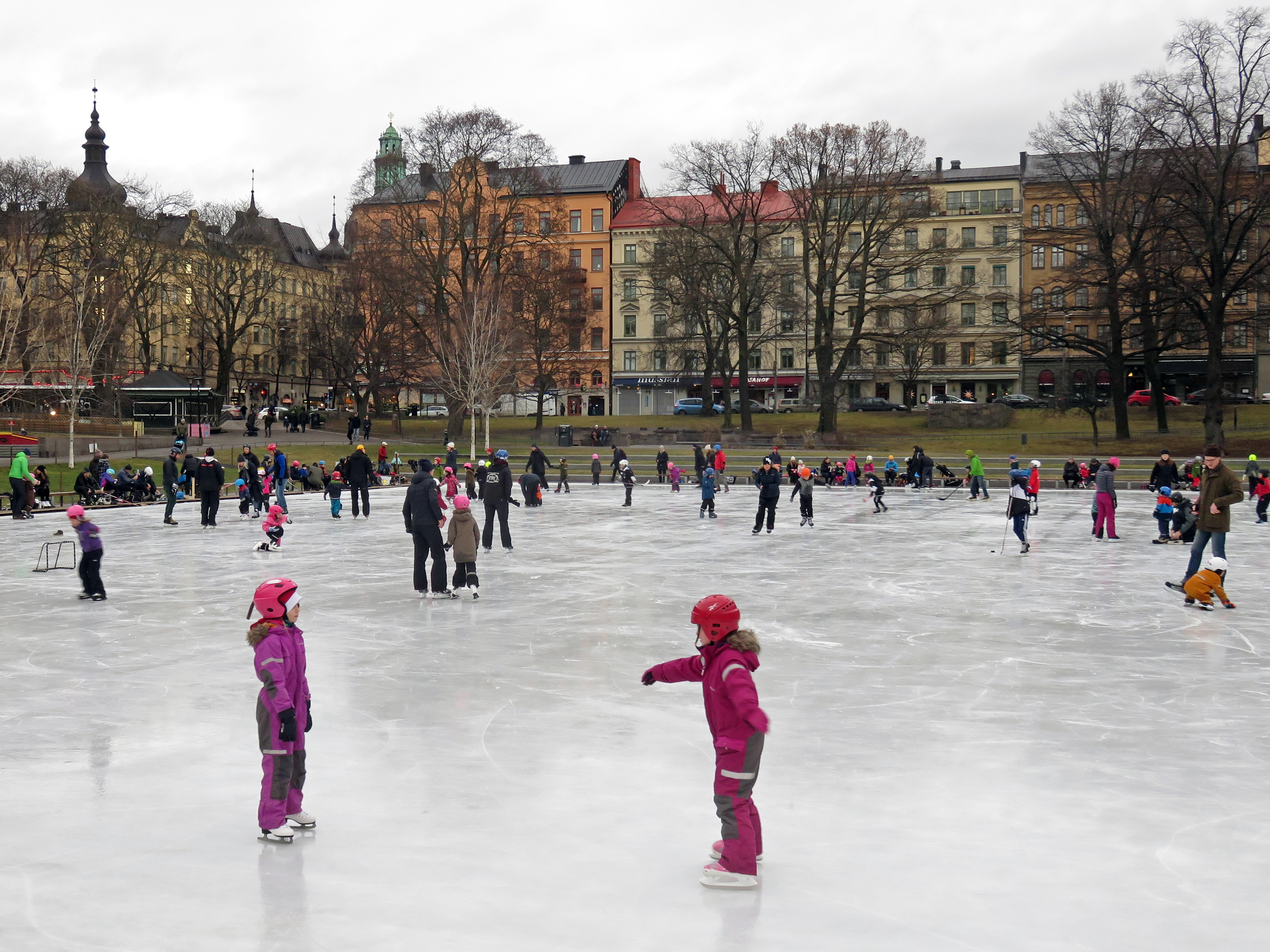
Patinage au Vasaparken, décembre 2016.
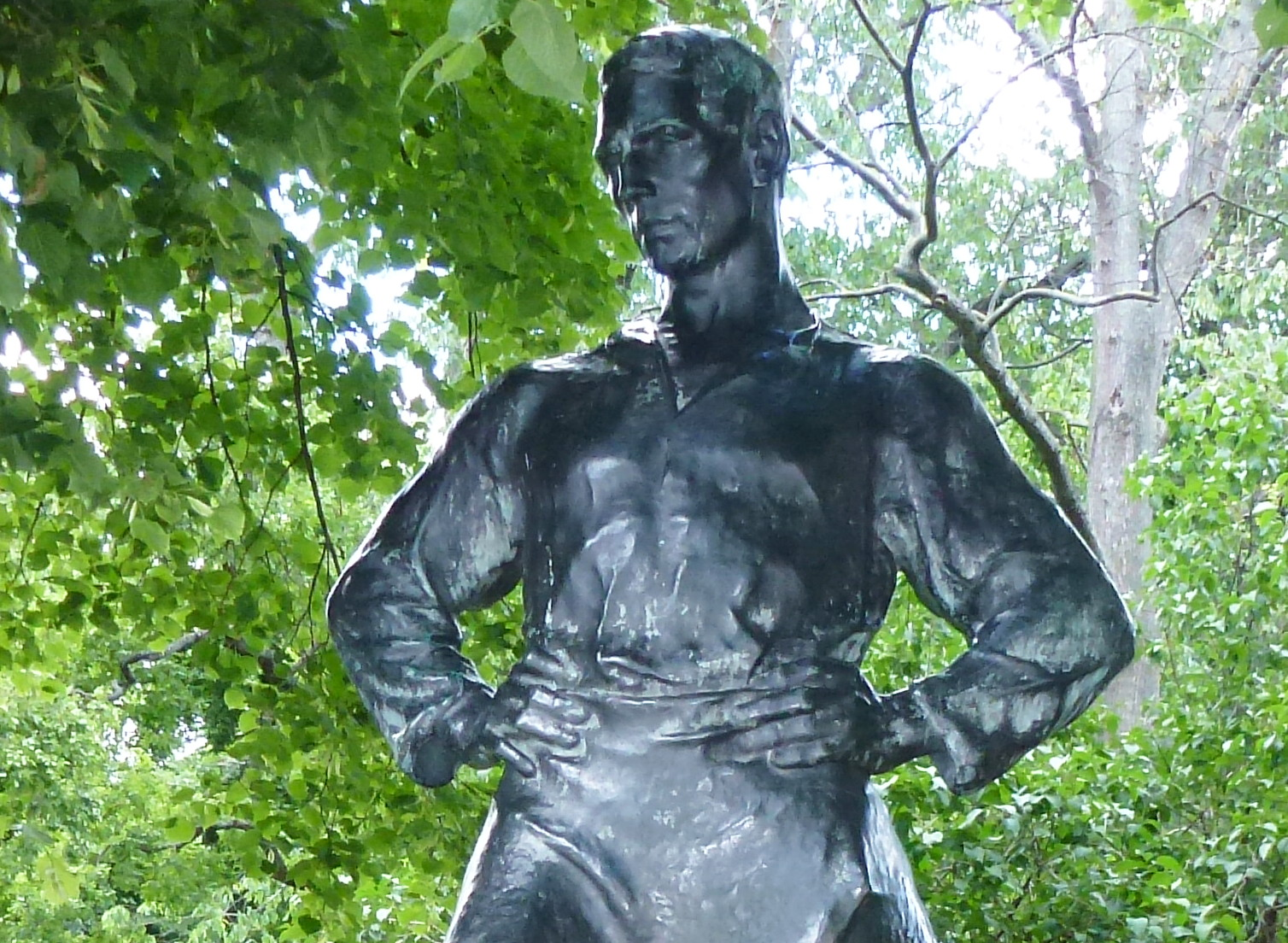
Le Travailleur statue de Gottfrid Larsson (en).

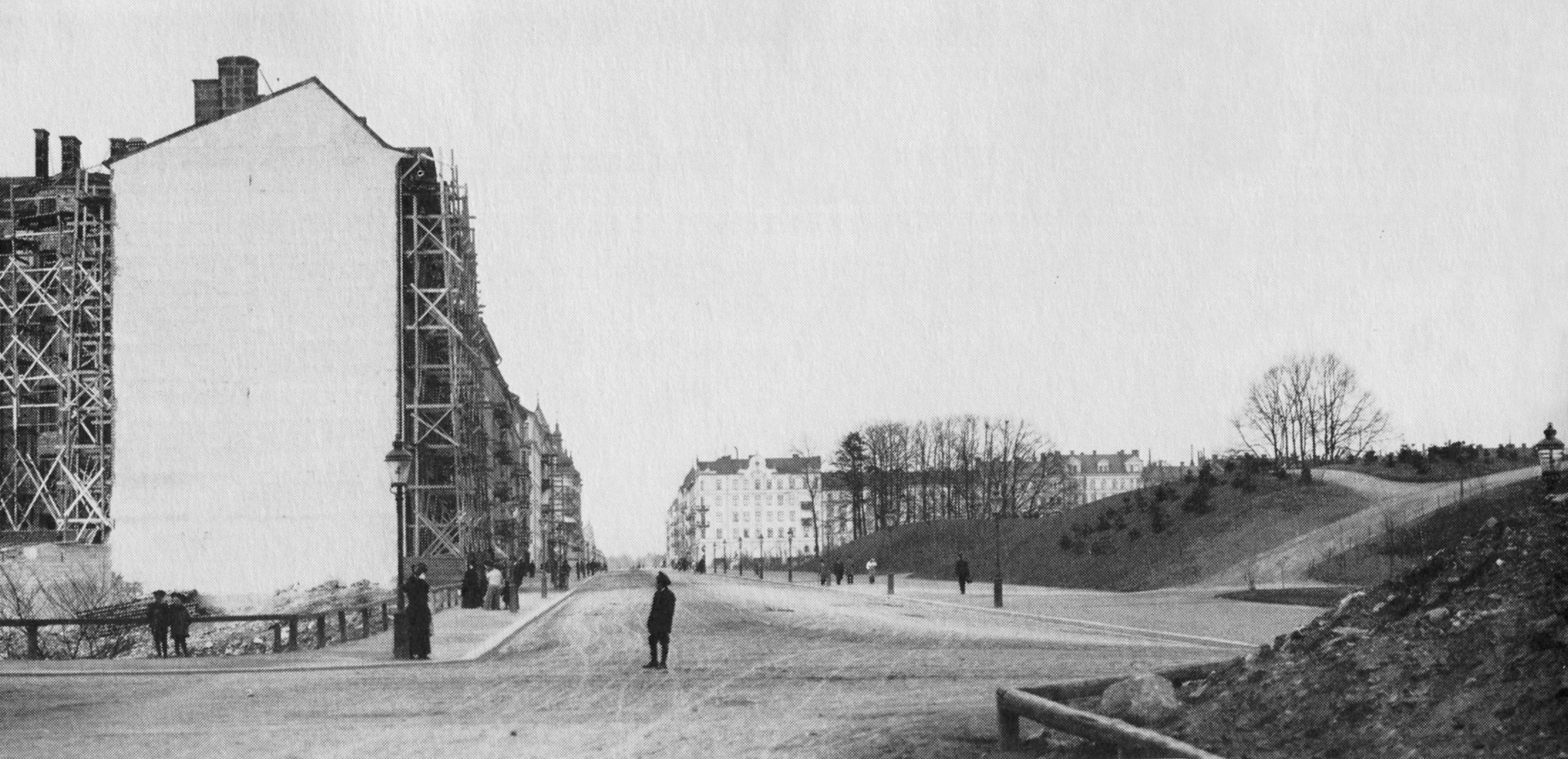
Le Vasaparken en 1902.
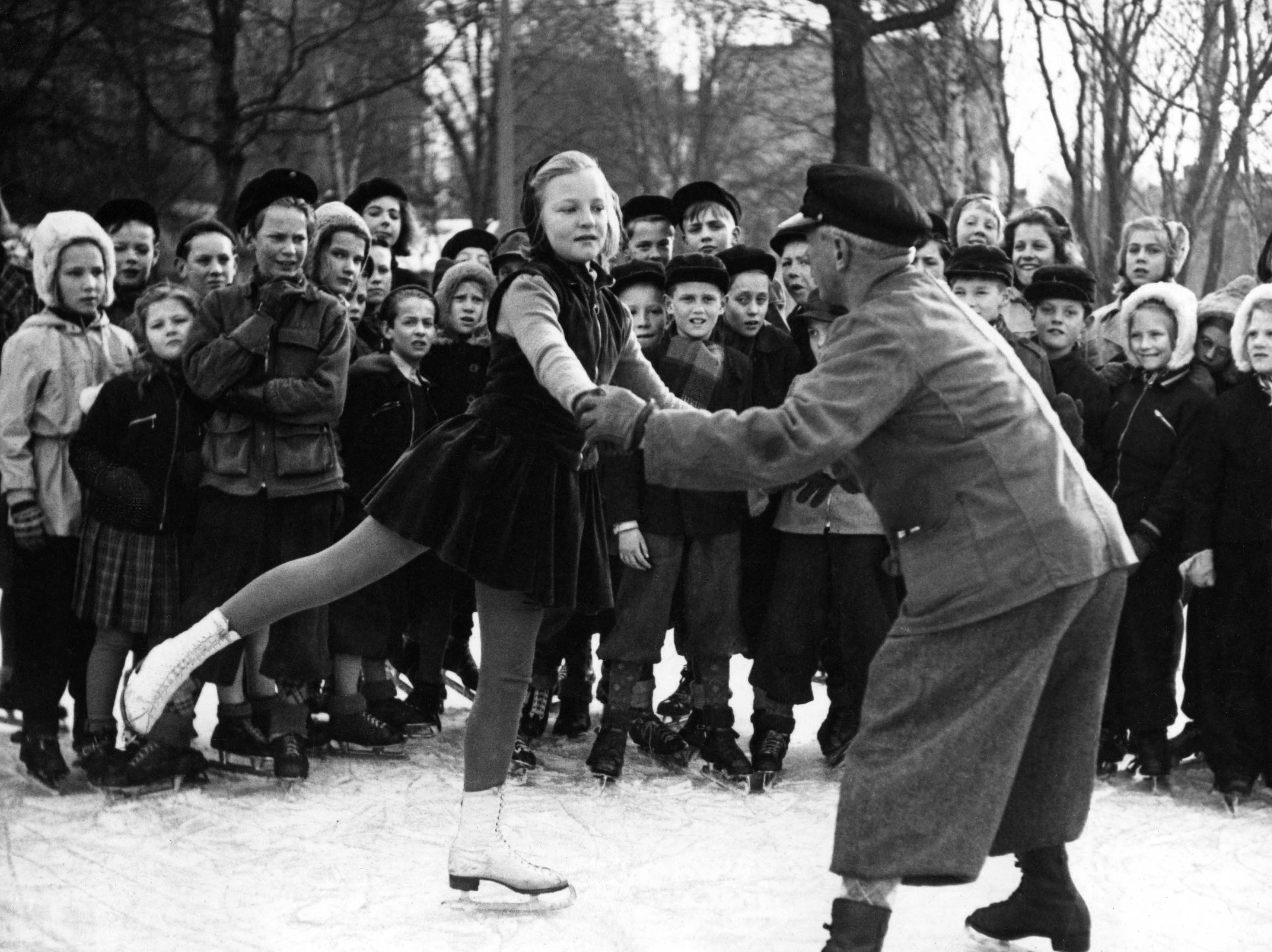
Patinage dans le parc en février 1944.
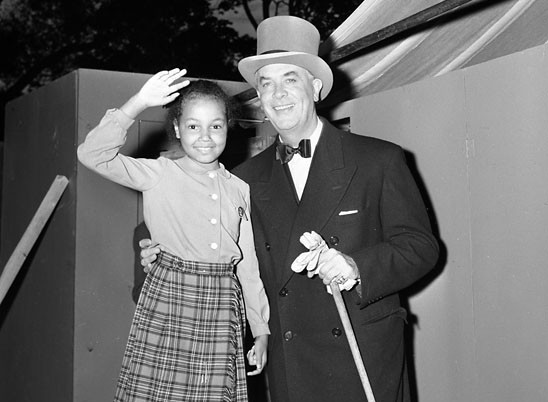
Karl Gerhard (en) et sa fille Fatima Svendsen (sv)
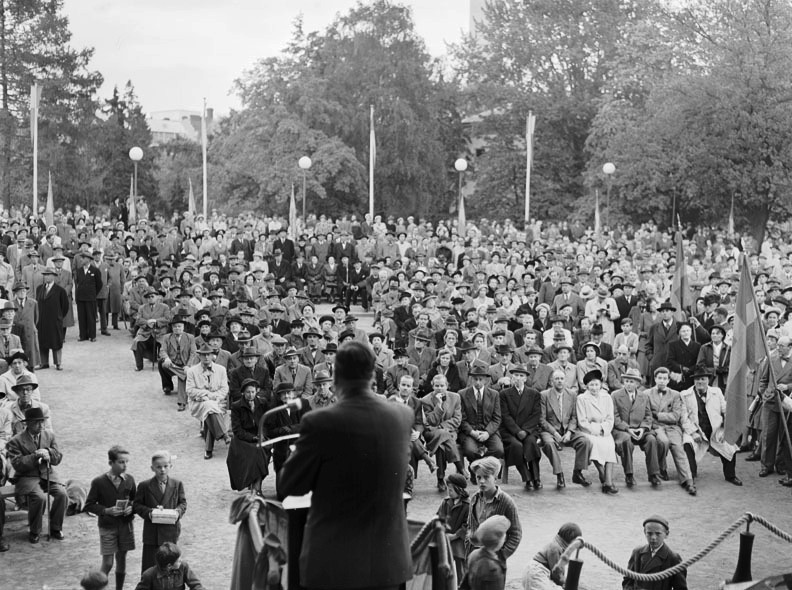
Rassemblement du Parti du rassemblement modéré le 25 mai 1950 au Vasaparken.
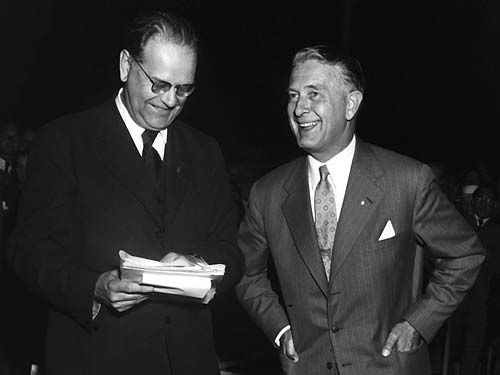
Tage Erlander et Bertil Ohlin à un débat au Vasaparken.
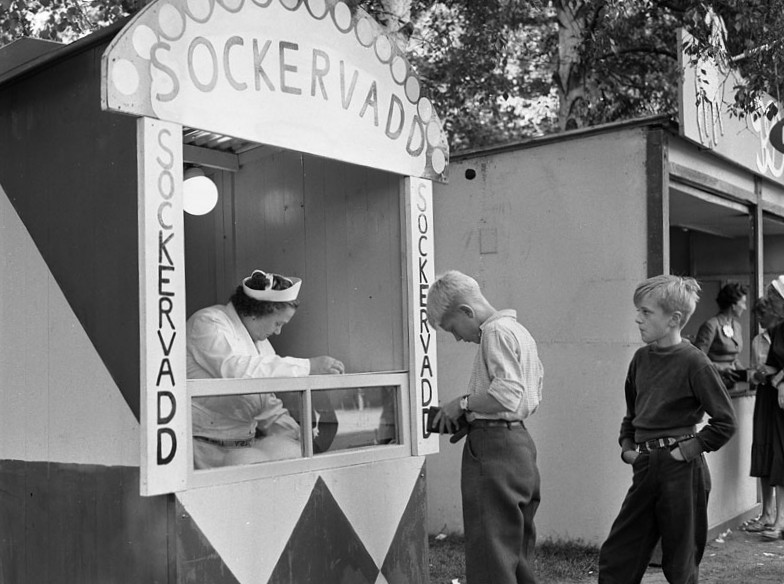
Vente de barbe à papa en 1957.